# Oreobates pereger
Espèce
Synonymes
- Phrynopus pereger Lynch, 1975
- Eleutherodactylus pereger (Lynch, 1975)

Statut de conservation UICN

 EN  : En danger
Oreobates pereger est une espèce d'amphibiens de la famille des Craugastoridae.

## Répartition
Cette espèce est endémique de la province de Huanta dans la région d'Ayacucho au Pérou. Elle se rencontre entre 1 650 et 2 900 m d'altitude sur le versant Est de la cordillère Orientale et dans la cordillère Vilcabamba.

## Description
Les mâles mesurent de 20,5 à 25,4 mm et les femelles de 24,2 à 31,8 mm.

## Publication originale
- Lynch, 1975 : A review of the Andean leptodactylid frog genus Phrynopus. Occasional Papers of the Museum of Natural History University of Kansas, vol. 35, p. 1-51 (texte intégral).